# 首创集团
北京首都创业集团有限公司，简称首创集团，是北京市国资委下属的国有独资企业，组建于1995年。目前首创集团的主要支柱业务为环保产业、基础设施、房地产和金融服务。
目前首创集团旗下有上市公司6家，分别是首创股份（上交所：600008）、首创置业（港交所：02868）、首创环境（港交所：03989）、首创钜大（港交所：01329）、前锋电子（上交所：600733）和首创博桑（新三板：832496）。
首创集团为1995年由原属于北京市政府、计委、财政局和市政府办公厅的17家经济实体重组而成。当时这些经济实体资产闲置和债务问题较为严重，因此创建初期以还债为主要目的，清理了大量效益较差的小企业。
2021年11月23日，首创集团旗下首创城发在京举行发布会，宣布新品牌正式启用和未来发展战略。首创城发主要吸收合并了首创集团旗下房地产业务平台首创置业，并注入首创集团旗下的首创经中、首创新城镇和北京绿基三大业务平台的资产。